# Кинари (Муреш)
Кинари (рум. Chinari) насеље је у Румунији у округу Муреш у општини Сантана де Муреш. Oпштина се налази на надморској висини од 324 m.

## Становништво
Према подацима из 2002. године у насељу је живело 635 становника.

### Попис2002.
| Расподела становништва по националности 2002.‍ | Расподела становништва по националности 2002.‍ | Расподела становништва по националности 2002.‍ | Расподела становништва по националности 2002.‍ | Расподела становништва по националности 2002.‍ |
| --------------------------------------------- | --------------------------------------------- | --------------------------------------------- | --------------------------------------------- | --------------------------------------------- |
|                                               |                                               |                                               |                                               |                                               |
| Румуни                                        | Румуни                                        |                                               | 279                                           | 44,0%                                         |
| Мађари                                        | Мађари                                        |                                               | 268                                           | 42,3%                                         |
| Роми                                          | Роми                                          |                                               | 87                                            | 13,7%                                         |